# Iouli Khariton
Iouli Borissovitch Khariton (né à Saint-Pétersbourg le 27 février 1904, mort à Sarov le 18 décembre 1996 ; en russe : Юлий Борисович Харитон; ISO 9 : Ûlij Borisovič Hariton) est un physicien nucléaire soviétique d'origine russe.

## Carrière
Il  étudie à l’Institut Polytechnique de Léningrad. Il est le concepteur en chef des armes nucléaires soviétiques au sein du centre de recherches secret du VNIIEF, et participe au programme nucléaire pendant de nombreuses années. Lors de ses études, il eut comme professeur Ernest Rutherford.

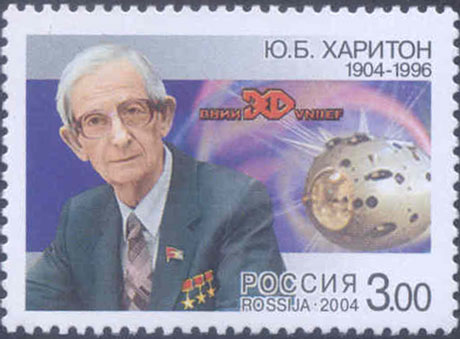
Timbre émis pour le centième anniversaire de la naissance de Khariton